# 대안우파 파이프라인
대안우파 파이프라인(alt-right pipeline) 또는 대안우파 래빗 홀(alt-right rabbit hole)은 인터넷에서 대안우파 운동으로의 급진화에 관한 제안된 개념 모델이다. 이 모델은 안티페미니즘이나 안티SJW(anti-SJW) 사상과 같은 도발적인 우익 정치 콘텐츠를 소비하면서 점차적으로 대안우파나 유사한 극우 정치에 노출되는 현상을 설명한다. 이러한 상호작용은 정치 논평가와 온라인 커뮤니티의 상호 연결된 특성으로 인해 발생하며, 한 청중이나 커뮤니티의 구성원이 더 극단적인 그룹을 발견할 수 있게 한다. 이 과정은 주로 유튜브 플랫폼과 관련이 있으며 해당 플랫폼에서 가장 많이 기록되었고, 다양한 소셜 미디어 플랫폼의 알고리즘이 사용자가 참여하는 콘텐츠와 유사한 콘텐츠를 추천하는 방식으로 작동하지만, 빠르게 사용자를 래빗 홀로 이끌 수 있다. 유튜브 알고리즘 편향이 사용자를 급진화시키는 효과는 한 연구에서 재현되었으나, 다른 두 연구에서는 급진화 과정에 대한 증거가 거의 없거나 전혀 없다는 결과가 나왔다.
여러 정치 운동이 이 파이프라인 개념과 연관되어 왔다. 지능형 다크 웹, 자유지상주의, 남성인권 운동, 온건 대안우파(alt-lite) 운동 모두 대중에게 대안우파 사상을 소개할 가능성이 있는 것으로 확인되었다. 이러한 방식으로 극단적인 콘텐츠를 찾고 수용하고자 하는 대중은 주로 젊은 남성들로 구성되며, 일반적으로 심각한 외로움을 경험하고 소속감이나 의미를 찾는 이들이다.
대안우파 파이프라인은 국내 테러리즘에 기여하는 요소일 수 있다. 많은 소셜 미디어 플랫폼은 이러한 급진화 경로를 인정하고 극단주의자들을 제거하고 혐오 발언과 허위정보에 대한 규칙을 포함한 예방 조치를 취했다. 브레드튜브(BreadTube)와 같은 좌파 운동도 대안우파 파이프라인에 반대하며 "대안우파 파이프라인에 대항하는 힘으로 '좌파 파이프라인'을 만들고자 한다."

## 과정
인터넷 사용은 비정통적 신념을 가진 개인이 자신의 환경을 변화시킬 수 있게 하며, 이것이 다시 사용자에게 변형적 영향을 미친다. 인터넷과 같은 외부 출처로부터의 영향은 점진적일 수 있어 개인이 자신의 이해나 환경의 변화를 즉각적으로 인식하지 못할 수 있다. 대안우파 구성원들은 이러한 급진화 과정을 《매트릭스》에서 즉각적으로 더 큰 인식을 얻는 방법을 참조하여 "빨간 약을 먹는다"(taking the red pill)고 표현한다. 이는 대안우파 파이프라인에서 설명하는 급진화의 점진적 특성과 대조된다. 극우 세력의 많은 이들은 이러한 급진화 방법의 잠재력을 인식하고 주변 사람들을 점진적으로 급진화시키려는 의도로 우익 콘텐츠를 적극적으로 공유한다. 이들은 아이러니나 비진정성의 가면 아래 인종차별적 이미지나 유머를 사용하여 대안우파 사상을 새로운 청중에게 받아들일 만하고 수용 가능하게 만든다. 인터넷 밈의 특성상 쉽게 재창조되어 다양한 인터넷 커뮤니티로 퍼질 수 있다.
유튜브는 대안우파 파이프라인의 주요 요소로 지목되어 왔다. 이는 "대안적 영향력 네트워크"를 통해 촉진되는데, 여기서 다양한 우익 학자, 평론가, 인터넷 인플루언서들이 서로 상호작용하여 콘텐츠의 성능을 향상시킨다. 이러한 인물들은 보수주의, 자유지상주의, 백인 민족주의 사이에서 그들의 이념이 다양할 수 있지만, 페미니즘, 진보주의, 사회 정의에 대한 공통적인 반대 입장을 공유하여 한 인물의 시청자가 다른 인물에게 빠르게 적응할 수 있게 한다. 그들은 종종 재정보수주의에 대한 논의는 거의 없이 우익 경제 이슈보다 우익 사회 이슈를 우선시한다. 이 네트워크의 일부 개인들은 서로 상호작용하지 않을 수 있지만, 인터뷰, 인터넷 토론, 기타 상호작용의 집합이 사용자들이 새로운 콘텐츠를 접하게 되는 경로를 만든다.
유튜브의 동영상 추천 알고리즘 시스템은 사용자가 이전에 시청한 것과 유사한 콘텐츠에 빠르게 접근할 수 있게 하여, 관심을 표현한 아이디어를 더 깊이 탐색할 수 있게 한다. 이는 허위 정보와 음모론을 촉진하는 동영상이 인기를 얻을 때 새로운 청중이 극단적인 콘텐츠에 노출될 수 있게 한다. 사용자가 특정 정치적 이슈나 문화전쟁 이슈를 다루는 특정 콘텐츠에 노출되면, 이 추천 시스템은 이슬람 혐오, 이민 반대, 안티페미니즘, 출산율 등 다른 아이디어나 이슈로 사용자를 이끌 수 있다. 추천 콘텐츠는 종종 어느 정도 관련성이 있어, 여러 이슈 간에 점진적 급진화 효과를 만들어내며, 이를 파이프라인이라고 부른다.
때로는 플랫폼이 이러한 관점에 관심을 표현하지 않은 사용자에게도 이러한 동영상을 추천하기도 한다. 급진화는 또한 갭, 레딧, 4chan, 디스코드와 같은 다양한 플랫폼에서 다른 급진화된 사용자들과의 상호작용을 통해 일어난다. 이 체인의 주요 인물들은 종종 페이스북과 트위터에도 존재감을 가지고 있지만, 유튜브는 일반적으로 메시징과 수입 창출을 위한 주요 플랫폼이다.
대안우파 파이프라인은 주로 앵그리 화이트 맨(분노한 백인 남성), 특히 인셀(비자발적 독신자)로 자신을 식별하는 이들을 대상으로 하는데, 이것은 대안우파의 여성혐오를 반영한다. 《하버드 폴리티컬 리뷰》는 이 과정을 "끔찍하게 잘못된 '남성 유대'를 통한 잠재적 여성혐오와 성적 좌절의 착취"로 설명했다. 이 파이프라인은 또한 자기 의심을 가진 사람들을 대상으로 한다.

## 내용

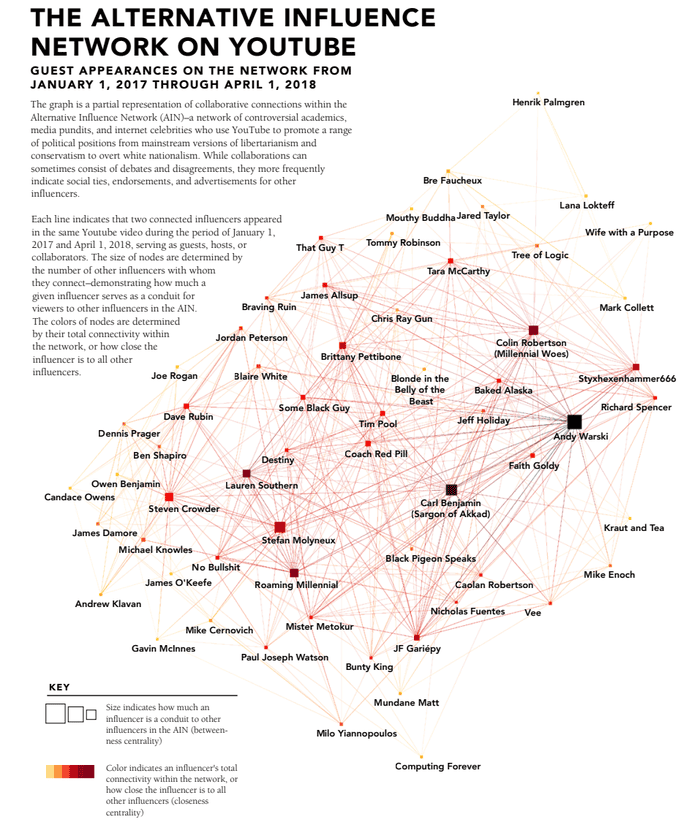
2017년 1월부터 2018년 4월까지 유튜브에서 주로 우익 인사들 간의 상호작용을 보여주는 그래픽. 각 선은 유튜브 동영상에서의 공동 출연을 나타내며, 한 인물의 청중이 다른 인물을 발견할 수 있게 한다.

대안우파 파이프라인은 지능형 다크 웹 커뮤니티에서 시작되는 것으로 밝혀졌는데, 이 커뮤니티는 조 로건, 벤 샤피로, 데이브 루빈, 조던 피터슨과 같이 정체성 정치와 정치적 올바름에 대한 반대로 통합된 인터넷 인물들로 구성되어 있다. 지능형 다크 웹 커뮤니티는 스티븐 크라우더, 폴 조셉 왓슨, 마크 다이스, 아카드의 사르곤과 같은 온건 대안우파 커뮤니티와 중첩되고 상호작용한다. 이 커뮤니티는 다시 제임스 올럽, 블랙 피전 스픽스, 바르그 비케르네스, 레드 아이스와 같은 대안우파 커뮤니티와 중첩되고 상호작용한다. 가장 극단적인 종착점은 종종 파시즘이나 국제 유대인 음모에 대한 믿음을 포함하지만, 극단주의의 심각성은 개인마다 다를 수 있다.
인터넷의 대안우파 콘텐츠는 초기 백인 우월주의자와 파시스트 운동과 유사한 이데올로기를 확산시킨다. 인터넷은 이데올로기를 다르게 포장하며, 종종 더 수용 가능한 방식으로 제시하여 더 많은 사람들에게 전달하는 데 더 성공적이다. 대안우파의 보수적 특성으로 인해, 많은 이데올로기가 전통적 가치와 생활 방식의 보존과 관련되어 있다. 이것은 전통적인 생활 방식을 파괴하려는 비밀 세력에 대한 음모론에 대한 취약성을 만들어낸다.
반페미니스트 남성계(Manosphere)는 대안우파 파이프라인의 또 다른 초기 지점으로 확인되었다. 남성인권 운동은 종종 다른 집단보다 남성 문제를 더 가시적으로 논의하여, 대안이 없을 때 이러한 문제에 관심이 있는 젊은 남성들을 끌어들인다. 많은 우익 인터넷 인물들은 대중 매체에 논평함으로써 청중을 확장하는 방법을 개발했다; 좌파 사상을 지지하는 영화나 비디오 게임을 비판하는 동영상은 해당 프랜차이즈의 팬들을 더 많이 끌어들일 가능성이 있다.
유튜브가 제시한 형식은 다양한 이데올로기가 이러한 수단을 통해 새로운 청중에게 접근할 수 있게 했다. 같은 과정이 인터넷 커뮤니티 브레드튜브를 통해 반자본주의 정치에 대한 접근을 촉진하는 데에도 사용되었다. 이 커뮤니티는 이 파이프라인 과정을 사용하여 사용자들에게 좌파 콘텐츠를 소개하고 우파 콘텐츠에 대한 노출을 완화하기 위해 개발되었지만, 상호작용과 중첩을 제한하는 다양한 대립 좌파 그룹으로 인해 파이프라인 과정이 좌파 정치에는 덜 효과적인 것으로 밝혀졌다. 이 이분법은 또한 개인이 극우와 극좌 정치 사이에서 전환되는 "채찍질 양극화"를 일으킬 수 있다.

## 심리적 요인
대안우파 파이프라인을 통한 급진화의 심리적 요인은 정상화, 순응화, 비인간화를 포함한 다른 형태의 급진화와 유사하다. 정상화는 인종차별적이고 반유대적인 수사를 일상화하는 것을 포함한다. 대안우파 파이프라인 초기 단계에 있는 개인들은 기꺼이 그러한 수사를 받아들이지 않지만, 어두운 유머라는 가면 아래에서 이를 채택하여 시간이 지남에 따라 충격적이지 않게 만든다. 이것은 때때로 대안우파 구성원들에 의해 의도적으로 설계되어 그들의 신념을 더 받아들이기 쉽게 만들고 극단적인 신념에 대한 그럴듯한 부인의 여지를 제공하기 위한 것일 수 있다. 순응화는 편견이 있는 콘텐츠를 보는 것에 길들여지는 과정이다. 논란이 되는 콘텐츠에 순응함으로써, 개인들은 약간 더 극단적인 콘텐츠에 더 열린 마음을 가지게 된다. 시간이 지남에 따라 보수적인 인물들은 너무 온건해 보이고 사용자들은 더 극단적인 목소리를 찾게 된다. 비인간화는 대안우파 파이프라인의 마지막 단계로, 소수자들이 열등하거나 삶을 누릴 자격이 없는 것으로 여겨지며 극우 신념에 동의하지 않는 사람들을 지칭하는 데 비인간화하는 언어가 사용된다.
이 과정은 외로움, 무의미함, 또는 소속감 부족을 경험하는 젊은 남성들과 연관되어 있다. 대안우파 파이프라인과 관련된 신념을 받아들이기 위해서는 대중적이지 않은 견해에 대한 개방성이 필요하다. 이는 개인이 대부분의 사람들의 세계관이 완전히 잘못되었다는 작업 가정을 사용하는 반대주의와 연관되어 있다. 이러한 가정에서 개인들은 대중적이지 않거나 비주류적인 신념을 채택하는 경향이 더 강하다. 이는 자유지상주의와 같은 대안우파 파이프라인의 여러 진입점을 효과적으로 만들며, 이러한 이데올로기들은 다른 비주류 아이디어에 노출될 때 급진화에 취약하게 만드는 특성을 가진 개인들을 끌어들인다. 이러한 커뮤니티를 추구하는 동기는 다양하며, 어떤 사람들은 우연히 발견하는 반면 다른 사람들은 의도적으로 찾는다. 비디오 게임에 대한 관심은 대안우파 파이프라인의 초기 단계와 연관되어 있다.
알고리즘과 함께 온라인 커뮤니티도 급진화에 큰 역할을 할 수 있다. 비주류적이고 급진적인 이데올로기를 가진 사람들은 그러한 이데올로기를 공유하고, 확인하고, 강화하는 다른 사람들을 만날 수 있다. 사람들이 온라인에서 누구와 무엇에 참여할지 통제할 수 있기 때문에, 그들은 이전 신념과 충돌하는 어떤 의견이나 아이디어도 듣지 않을 수 있다. 이는 급진적인 신념을 지지하고 강화하는 메아리방을 만든다. 이와 함께 오는 강한 공동체 의식과 소속감은 사람들이 대안우파에 가입하고 이를 정체성으로 채택하는 큰 기여 요인이다.

## 우려 및 예방
인터넷 급진화는 외로운 늑대 공격과 국내 테러리즘의 증가와 상관관계가 있다. 대안우파 파이프라인은 크라이스트처치 모스크 총기 난사 사건과 연관되어 있는데, 이 사건에서 극우 극단주의자가 크라이스트처치에서 51명의 무슬림 예배자들을 살해했으며, 그는 자신의 성명서에서 자신의 신념 형성에 인터넷이 직접적인 영향을 미쳤다고 언급했다. 대안우파 파이프라인을 통한 급진화의 비공식적 특성은 개인 수준에서 급진화가 발생할 수 있게 하며, 급진화된 개인들은 오프라인에서는 정상적인 삶을 살 수 있다. 이는 누가 급진화되었는지 또는 그들이 정치적 폭력을 계획하고 있는지를 결정할 수 있는 신뢰할 수 있는 방법이 없기 때문에 전문가들이 극단주의를 추적하고 국내 테러 행위를 예측하는 노력을 복잡하게 만들었다. 대안우파 운동의 반대자로 인식되는 사람들에 대한 괴롭힘 캠페인은 급진화의 또 다른 일반적인 효과이다.
많은 소셜 미디어 플랫폼들은 급진화의 가능성을 인식하고 그 유행을 제한하기 위한 조치를 시행해왔다. 앨릭스 존스와 같은 유명한 극단주의 논평가들은 여러 플랫폼에서 금지되었으며, 플랫폼들은 종종 혐오 발언과 허위정보에 대한 규칙을 가지고 있다. 2019년, 유튜브는 음모론 관련 콘텐츠를 줄이기 위해 추천 알고리즘을 변경한다고 발표했다. 폭력의 명시적 묘사와 같은 일부 극단적인 콘텐츠는 대부분의 소셜 미디어 플랫폼에서 일반적으로 제거된다. 유튜브에서는 극단주의를 지지하는 콘텐츠가 수익화 기능이 제거되거나, 검토를 위해 플래그가 지정되거나, 공개 사용자 댓글이 비활성화될 수 있다.

## 연구
2018년 9월 데이터 & 사회 연구소(Data & Society Research Institute)에서 발표한 연구에 따르면, 65명의 우파 정치 인플루언서들이 유튜브의 추천 엔진을 유사한 인플루언서들 간의 교차 마케팅과 같은 기존의 브랜드 구축 기술과 함께 사용하여 팔로워를 유치하고 시청자들을 특정 우파 이데올로기로 급진화시키는 것으로 나타났다. 2019년 8월 미나스제라이스 연방대학교와 로잔 연방 공과대학교가 수행하고 2020년 ACM 공정성, 책임성, 투명성 컨퍼런스에서 발표된 연구는 이전 데이터 & 사회 연구와 반명예훼손연맹(Anti-Defamation League, ADL)의 정보를 사용하여 360개 유튜브 채널의 극단주의 수준을 분류했다. 이 연구는 또한 7200만 개의 댓글, 200만 개의 동영상 추천, 1만 개의 채널 추천을 분석하여 11년 동안 사용자들을 추적했다. 연구 결과, 덜 급진적인 우파 콘텐츠에 참여한 사용자들이 시간이 지남에 따라 더 극단적인 콘텐츠에 참여하는 경향이 있는 것으로 나타났으며, 연구자들은 이것이 "급진화 파이프라인"에 대한 증거를 제공한다고 주장했다.
《국제 언론출판학 저널》(The International Journal of Press/Politics)에 발표된 2020년 연구는 유튜브의 알고리즘이 사용자들을 극우로 급진화시킨다는 "새롭게 등장하는 언론계의 합의"가 "시기상조"라고 주장했다. 대신, 이 연구는 "유튜브의 정치를 분석하기 위한 '수요와 공급' 프레임워크"를 제안했다.
《미국국립과학원회보》에 발표된 2021년 연구에서는 "극우 콘텐츠 참여가 유튜브 추천에 의해 체계적으로 야기된다는 증거를 찾지 못했으며, 안티워크(anti-woke) 채널이 극우로 가는 관문 역할을 한다는 명확한 증거도 찾지 못했다"고 밝혔다. 대신 이 연구는 "유튜브에서의 정치적 콘텐츠 소비가 웹 전체에 걸쳐 확장되는 개인 선호도를 반영하는 것으로 보인다"고 밝혔다. 뉴욕 시립 대학교에서 발표한 2022년 연구에 따르면, 유튜브의 알고리즘이 사용자들을 급진화시킨다는 주장을 "뒷받침할 체계적인 증거가 거의 없다"고 밝혔으며, 극단적인 견해에 대한 노출이 "유튜브에서는 성별 및 인종적 원한의 사전 수준이 높은 소수의 사람들에게 집중되어 있다"고 덧붙였다. 또한 "비구독자들은 대안적이고 극단적인 채널의 동영상을 거의 추천받지 않으며, 제공되었을 때도 그러한 추천을 따르는 경우가 드물다"고 밝혔다.

## 같이 보기
- 알고리즘적 과격화
- 필터 버블
- 인터넷 조작
- 비폭력 극단주의
- 온라인 청소년 급진화
- 우익 포퓰리즘
- 우익 테러리즘